# Иннокентий (Бьякатонда)
Митрополит Иннокентий (в миру Инносент Бьякатонда, англ. Innocent Byakatonda; 15 августа 1967, Джинджа, Уганда) — архиерей Александрийской православной церкви, титулярный митрополит Созуский. В 2012—2024 годах митрополит (до 2018 — епископ) Бурундийский и Руандский.

## Биография
С 1983 по 1985 годы обучался в Патриаршей семинарии Архиепископа Макария III в Рируте (Кения) Окончил церковную школу Святого Матфея в Ханье, после чего изучал богословие со специализацией по пастырству в Богословской школе Университета Аристотеля в Салониках. Затем проходил аспирантуру в США, где изучал патрологию в Богословской школе Святого Креста в Бруклайне, а также психологическое консультирование в Свято-Тихоновской духовной семинарии в Саут-Кэйнане.
По возвращении в Африку, был рукоположён в сан диакона и затем во пресвитера Патриархом Александрийским Петром VII в Соборе Саввы Освященного в Александрии.
Был назначен научным директором Патриаршей семинарии архиепископа Макария III в Найроби и заместителем декана Кенийского православного училища. Также служил священником храма Бессребреников в Найроби.
13 марта 2011 года был поставлен патриаршим эпитропом Южного Судана. Чин совершил патриарх Александрийский Феодор II в храме Антония Великого в Монте, Уганда.
21 ноября 2012 года Священным Синодом был избран епископом Бурундийским и Руандским.
Хиротония состоялась 6 декабря в Патриаршем Никольском храме в Каире. Её свершили Патриарх Александрийский Феодор II, старец-митрополит Пелусийский Каллиник (Пиппас), митрополит Кенийский Макарий (Тиллиридис), митрополит Триполийский Феофилакт (Дзумеркас), митрополит Замбийский Иоаким (Кондовас), митрополит Аккрский Савва (Химониттос), епископ Нитрийский Никодим (Приангелос) и епископ Вавилонский Нифон (Цаварис).
24 февраля 2013 года был настолован Патриархом Феодором II в Успенском соборе города Бужумбура.
Активно занимается миссией в своей епархии. Так, в августе 2014 года совершил крещение нескольких сотен африканцев, а в декабре — 126.
26 ноября 2018 года в связи с повышением его епархии до статус митрополии, возведён в сан митрополита.
1 декабря 2023 года подал прошение об отставке из-за серьёзных проблем со здоровьем, с которыми он сталкивался в течение последних четырёх лет. При этом он заявил, что остается «преданным и верноподданным сыном древнего Александрийского престола».
15 февраля 2024 года Священный Синод Александрийской православной церкви принял отставку митрополита Бурундийского Иннокентия по состоянию здоровья, присвоив ему титул митрополита Созусского.